# La Haye-de-Routot
La Haye-de-Routot ist eine französische Gemeinde mit 286 Einwohnern (Stand: 1. Januar 2022) im Département Eure in der Region Normandie (vor 2016 Haute-Normandie). Sie gehört zum Arrondissement Bernay und zum Kanton Bourg-Achard. Die Einwohner werden Hayon Routotois genannt.

## Geographie
La Haye-de-Routot liegt etwa 32 Kilometer westsüdwestlich von Rouen in der Landschaft Roumois. Umgeben wird La Haye-de-Routot von den Nachbargemeinden Arelaune-en-Seine im Norden, Hauville im Osten, Routot im Süden, La Haye-Aubrée im Südwesten und SWsten sowie Vatteville-la-Rue im Nordwesten.

## Bevölkerungsentwicklung
| Jahr                       | 1962 | 1968 | 1975 | 1982 | 1990 | 1999 | 2006 | 2013 | 2020 |
| Einwohner                  | 159  | 148  | 172  | 197  | 227  | 256  | 257  | 286  | 300  |
| Quellen: Cassini und INSEE |      |      |      |      |      |      |      |      |      |

## Sehenswürdigkeiten
- Kirche Notre-Dame
- Herrenhaus Les Broches, seit 1997 Monument historique
- Schuhmuseum
- Eibenstämme, in die eine kleine Kapelle eingebaut wurden

|  |  |